# Alte Schmiede (Wellesweiler)
Die Alte Schmiede am Junkerhaus in Wellesweiler ist seit 2007 ein saarländisches Baudenkmal.

## Geschichte
Die Schmiede wurde 1880 hinter dem Junkerhaus in der Eisenbahnstraße errichtet. Bis in die 1930er Jahre wurde die Schmiede über Generationen von Schmieden genutzt. Insbesondere wurden Pferde behuft und kleine Eisenteile hergestellt. In Wellesweiler zählte die Schmiede außerdem zu einem der zentralen Dorftreffpunkte.
Es handelt sich bei der Schmiede um einen Solitärbau, ist saarlandweit der „einzige aus dem 19. Jh. weitgehend unverändert überkommene Beispiel für diese Bauaufgabe.“ Im Jahr 2003 wurde die Schmiede zusammen mit Teilen des Junkerhauses vom Wellesweiler Arbeitskreis für Geschichte, Landeskunde und Volkskultur e.V. mit Zuschüssen der Aleksandra-Stiftung zur Förderung der Westricher Geschichtsforschung aufgekauft und renoviert. Die Eröffnung erfolgte am 12. September 2010 nach vierjähriger Bauzeit am Tag des offenen Denkmals. Anschließend mussten weitere Renovierungsarbeiten vorgenommen werden. So musste das Sichtmauerwerk verputzt werden, damit das Innere vor Feuchtigkeit geschützt wird. Die Schmiede enthält heute eine komplette historische Ausstattung und wird zu besonderen Gelegenheiten für Publikum geöffnet.
Die Schmiede wurde 2007 in die Teildenkmalliste des Landkreises Neunkirchen aufgenommen.